# Aaron Caneva
Aaron Caneva (30 maggio 1995) è un lottatore italiano e ungherese, specializzato nella lotta libera.

## Biografia
È cresciuto in una famiglia di lottatori. La madre Edit Dosza è ungherese e, dopo una carriera giovanile nella lotta, è diventata arbitro internazionale ed ha fatto parte della squadra arbitrale olimpica dell'edizione di Pechino 2008. Il padre Lucio Caneva è allenatore della nazionale italiana.
Anche la sorella Dalma Caneva è lottatrice di livello internazionale, la quale ha sposato il lottatore Frank Chamizo nel 2011.
Ai campionati del Mediterraneo di Madrid 2015 ha vinto la medegali d'argento nel torneo dei -74 chilogrammi, dopo essere rimasto sconfitto in finale dal greco Georgios Savvoulidis.
Ha rappresentato l'Italia a varie edizioni dei campionati mondiali ed campionati europei senza riuscire a vincere medaglie.
Ai Giochi del Mediterraneo di Tarragona 2018, si è classificato quarto nel torneo degli 86 chilogrammi alle spalle del turco Ahmed Bilici, del francese Akhmed Aibuev e dello spagnolo Taimuraz Friev Naskideava.

## Palmarès
- Campionati del Mediterraneo

Madrid 2015: argento nei -74 kg.